# José Mármol
José Pedro Crisólogo Mármol (Buenos Aires, 2 de diciembre de 1817 - 12 de agosto de 1871) fue un poeta, narrador, periodista y político argentino perteneciente al romanticismo. Sus padres fueron Juan Antonio Mármol, natural de Buenos Aires, y María Josefa Zavaleta, natural de Montevideo y fue bautizado el 3 de enero de 1818.

## Biografía
Estudió derecho en la Universidad de Buenos Aires, pero no terminó sus estudios y se entregó a la política. En 1839 fue detenido seis días, por el gobierno de Juan Manuel de Rosas. Temiendo por su vida, poco después partió como secretario del ministro plenipotenciario ante el Imperio del Brasil, general Tomás Guido.
Una infidencia por documentos que envió al ministro inglés en Río de Janeiro causó la separación de su cargo de secretario. Se instaló en Montevideo, donde se reencontró con varios miembros de la Asociación de Mayo, como Juan Bautista Alberdi, Florencio Varela, Esteban Echeverría, Juan María Gutiérrez y Miguel Cané. Dado que todos estos habían sido perseguidos por el gobierno de Juan Manuel de Rosas, decidió dar a conocer sus sufrimientos —reales o supuestos— durante los días que había estado en la comandancia de policía, publicando un poema dedicado a Rosas, que incluía la dramática frase que habría escrito con carbón en las paredes de su celda:

Como hombre te perdono 
mi cárcel y cadenas...

Escribió en periódicos como El Nacional, de Andrés Lamas, y El Comercio del Plata, de Florencio Varela. Publicó dos dramas de inspiración política y escribió una multitud de poemas y novelas panfletarias contra Rosas.
A partir de 1844 inició la publicación en formato de folletos de Amalia, una novela de costumbres y autobiográfica que por entonces no alcanzó a terminar.
En 1845 se embarcó hacia Chile, pero una tempestad desvió tanto el buque que lo llevaba que terminó en Río de Janeiro. No logró ser nuevamente aceptado por Guido.
De regreso en Montevideo publicó sucesivamente tres periódicos, siendo el más importante La Semana, y colaboró en muchos otros. Se destacó por la vehemencia y pasión con la que atacaba a Rosas. En 1847 publicó en Montevideo seis cantos (aunque debió haber tenido doce) del poema  Cantos del peregrino, autobiográfico y compuesto al compás de sus andanzas, aunque inspirado por Childe Harold, de Lord Byron.
En 1847 publicó un drama, El poeta, que fue seguido por otro único drama, El cruzado, del año 1851. Ese mismo año publicó su agrupación de poemas líricos, titulada Armonías. Destacan en él su sensibilidad descriptiva y sus pasajes amorosos. Contiene también imprecaciones políticas, nunca ausentes en la obra de Mármol, cualquiera sea su género, pero el conjunto resulta algo irregular. En Mármol se vislumbran influjos de —aparte del ya citado Byron— Chateaubriand, José de Espronceda y José Zorrilla.
En 1852, tras la caída de Rosas, regresó a Buenos Aires, donde el presidente interino Justo José de Urquiza lo nombró ministro plenipotenciario en Chile. La separación del Estado de Buenos Aires de la Confederación Argentina frustró ese segundo proyecto de viajar a Chile.

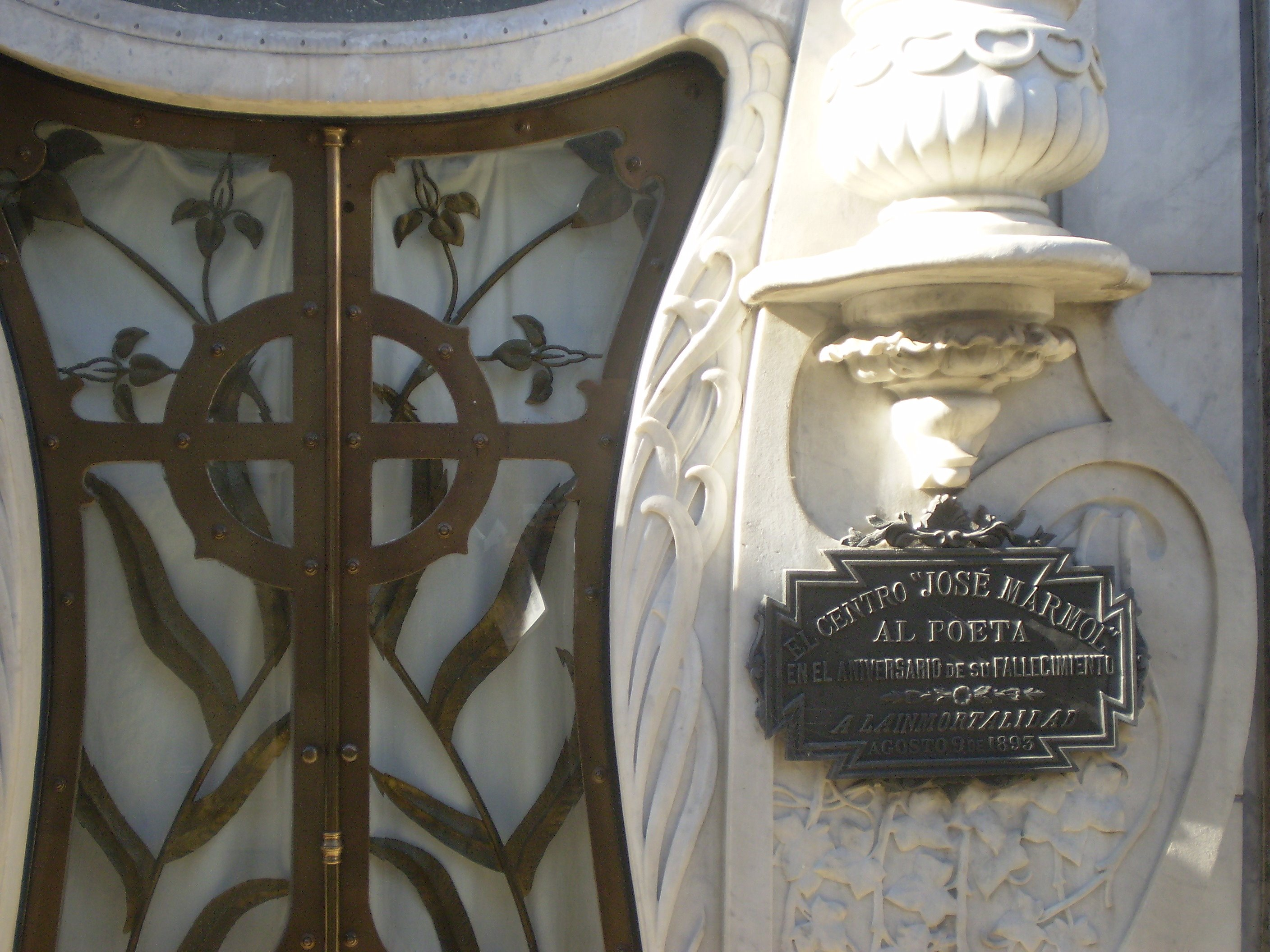
Detalle de su tumba en el cementerio de la Recoleta

Terminó de publicar en Buenos Aires su novela Amalia, que editó también en forma de libro en 1855, y que es considerada la primera novela conocida en la Argentina.
Fue senador provincial, y más tarde diputado a la Convención Constituyente del año 1860. En 1865 fue enviado al Brasil por el presidente Bartolomé Mitre, donde ajustó la Triple Alianza y las primeras operaciones de la Guerra del Paraguay.

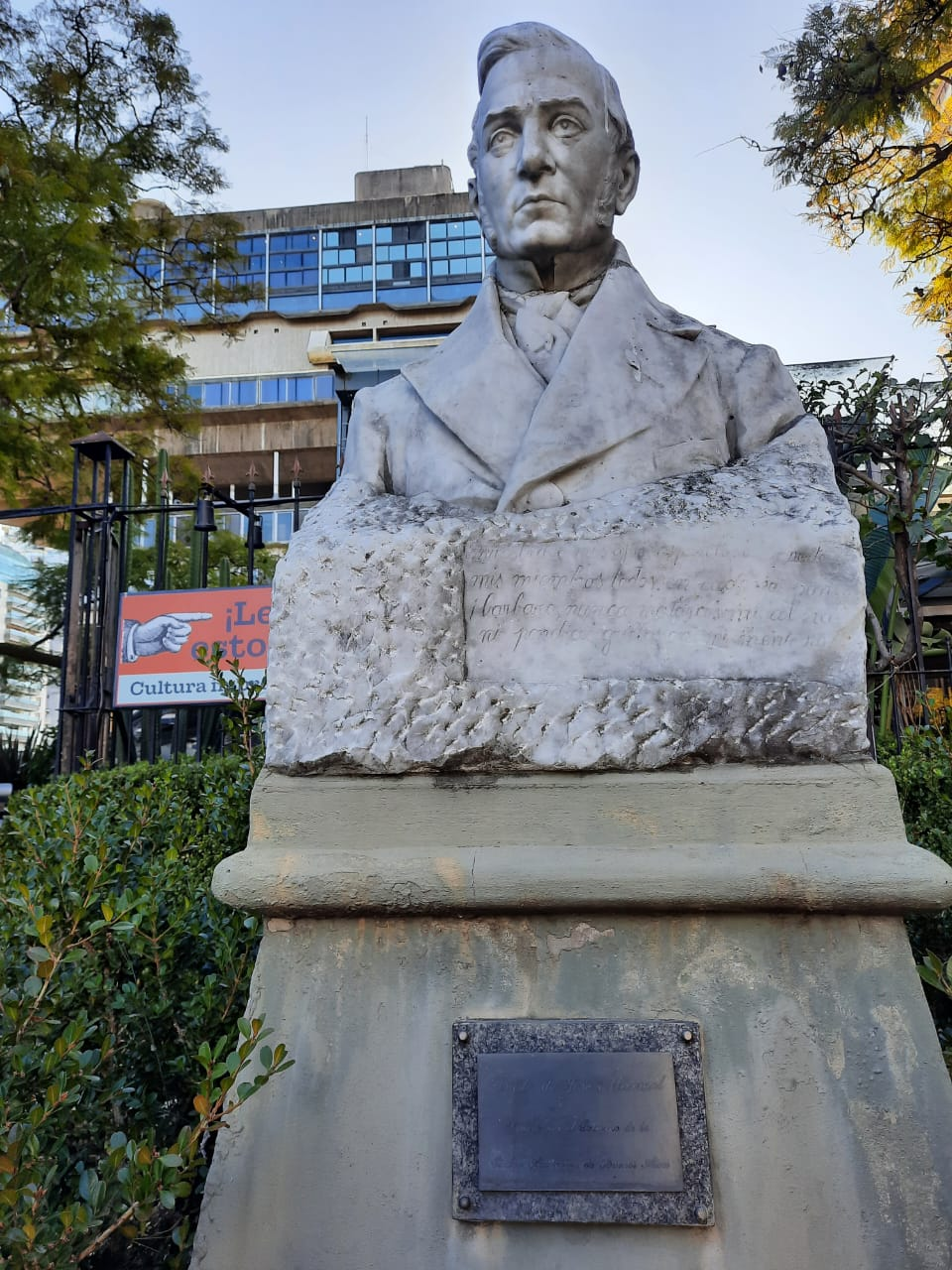
Busto en la Plaza del Lector (Biblioteca Nacional Mariano Moreno)

Desde 1868 dirigió la Biblioteca Nacional, hasta que enfermó de un grave mal en la vista y se retiró de toda actividad. 
Falleció en Buenos Aires en agosto de 1871, en plena epidemia de fiebre amarilla. Sus restos yacen en el Cementerio de la Recoleta.
Ya en 1846, dice en una pequeña nota biográfica como introducción a su poesía y en particular a los Cantos del peregrino:
"Nació este señor, en Buenos Aires, el día 4 de diciembre de 1818. Destinado por sus padres a la carrera de las letras, hizo alternativamente sus estudios en las escuelas públicas de Montevideo y de Buenos Aires. En 1838, cuando se hacía ya querer y notar entre sus jóvenes compañeros por la generosidad de su carácter y sus luces, corrió la suerte de muchas otras personas distinguidas de su país, abriéndose a su inocencia las puertas de los calabozos políticos, que nunca como entonces estuvieron tan poblados en Buenos Aires. Allí, como en toda prisión inquisitorial, menos vedada era un arma que un tintero; pero a falta de éste, el señor Mármol, escribía con carbones en la pared airados apóstrofes en verso contra el causador injusto de sus padecimientos. Una de aquellas composiciones terminaba con la siguiente estrofa:
Muestra a mis ojos espantosa muerte.
Mis miembros todos en cadenas pon;
¡Bárbaro! nunca matarás el alma
Ni pondrás grillos a mi mente, ¡no!
"Así que obtuvo su libertad y, burlando nuevas persecuciones, emigró el sr. Mármol a Montevideo y de allí a Río de Janeiro. En este puerto se embarcó para uno de los del Pacífico, en 1844, y no habiendo podido montar el Cabo de Hornos por las tormentas y averías que experimentó su buque, regresó al Brasil en donde residía ahora poco tiempo. El que escribía en verso en las paredes del calabozo, escribió también sobre la inquieta cubierta de un buque desmantelado. Al regresar de su funesto viaje arregló los borradores de un poema que ha titulado: "El Peregrino en el mar." (de cuyos cantos publicamos aquí algunos fragmentos poco conocidos todavía).
"El Sr. Mármol ha redactado varios periódicos políticos y literarios; ha escrito muchas y bellas poesías y varios dramas en verso, de los cuales dos se han representado en Montevideo con aplauso: el "Poeta" y el "Cruzado".
Acerca de la popularidad de Amalia, en 1917 Carlos Muzzio Sáenz-Peña decía:

"Debe José Mármol el prestigio literario que rodea su nombre, no sólo a (sus obras poéticas) que, completas o fragmentarias han llegado hasta nosotros, sino también a aquella novela intitulada Amalia que todos los argentinos conocemos y que es para la literatura nacional, por su carácter histórico y por la fidelidad que encierra en la descripción de episodios y personajes, la obra con la que mayor exactitud pinta los tiempos de tiranía de Rosas y evoca los momentos de angustia por que entonces atravesara el país".

## Obras
Poesía. La vasta obra poética de José Mármol fue publicada de forma desprolija, como ediciones de diversa completitud de Cantos del Peregrino y de Poesías (nombre a veces intercambiado con el de Armonías, su primer libro de poesías) y sus dos dramas en verso que fueron muy populares en la época, "El poeta" y "El cruzado", que se encuentran en el apartado Teatro.
- Cantos del peregrino. Aparentemente completos son 12 cantos, sin necesidad de leerlos en continuidad.
  - 1846 o anterior. "José Mármol (poemas poco conocidos escogidos)". En: Juan María Gutiérrez (compilador), América poética. Colección escogida de composiciones en verso, escritas por americanos en el presente siglo. Parte lírica. La primera edición parece ser en Río de Janeiro,[6] la que está disponible es en Valparaíso, Imprenta del Mercurio, 1846, pp. 533-546 (disponible en internet[4]) 3 de los poemas escogidos dicen entre paréntesis "fragmento del peregrino" y que es un "poema manuscrito" (es decir entregado personalmente), luego se deduciría[6] que pertenecen al canto 3 de una versión "primitiva" de El Peregrino de la que posteriormente se quitaría "Las nubes":

Los Trópicos (fragmentos de un poema manuscrito: "El peregrino"). -Y en medio de las sombras
A Buenos Aires bajo su latitud (fragmento del peregrino) fechado en marzo de 1845. -Son estos los mares que besan su planta!
Las nubes (fragmento del peregrino) fechado en 8 de marzo de 1843 -Gloria a vosotros, vaporosos velos,
- - 1846. El canto 12 se publicó en Montevideo en un folleto, compilado por el hijo.[7] En la edición de América Poética[4] de ese mismo año, añaden una nota (página 541) que dice: Llega en este momento (noviembre de 1846) el número 265 del "Comercio del Plata" y en él vemos anunciado al público el duodécimo canto del Peregrino, impreso en Montevideo en el mes de agosto último.
  - 1847 (en alguna introducción lo fechan con la errata 1867). Se publican los cantos 1 a 4 en Montevideo en libro. Según Calixto Oyuela,[6] el autor aclara que ha hecho unas modificaciones al canto 3 con respecto al entregado a Gutiérrez unos años antes, y ésta es la versión publicada en ediciones subsiguientes; Calixto deduce que una de las ediciones fue quitar el poema "Las Nubes" del canto 3.[6]
  - 1857. Se publica el canto 11 en folletín público del diario La Reforma, compilado por el hijo.[7]
  - 1889. Se publican 8 cantos (del 1 al 6 y los 11 y 12) encontrados por su hijo Juan Mármol, quien se pregunta si los cantos 7 a 10 existen, junto con otras poesías (Obras poéticas de José Mármol. Cantos del Peregrino. Poesías varias., disponible para descargar).[7] El texto no es el mismo que el de ediciones anteriores, aparecen muchos versos cambiados en lo que Calixto Oyuela llamaría la versión "corregida" con respecto a ediciones "primitivas", si bien no acuerda con que siempre la versión de 1889 sea la de más calidad, como muestra con algunos ejemplos.[6]
  - 1917. Los 8 Cantos son reeditados por "La Cultura Argentina" con una introducción de Juan María Gutiérrez (disponible para descargar).[8]
  - 1922. Se reeditan los 8 cantos corregidos tipográficamente con respecto a otras ediciones, y con el poema "Las nubes" (1846) correctamente ubicado dentro del canto 3 y su correspondiente explicación, en una edición crítica (junto con algunas Armonías) llamada José Mármol, Poesías escogidas. Edición crítica dirigida por Calixto Oyuela (disponible para descargar).[6]
  - 1943. Se reeditan los 8 cantos con la introducción de Juan María Gutiérrez, más el fragmento llamado "Las nubes" que se atribuye a los poemas 7-10, y un prólogo y crítica literaria de Rafael Alberto Arrieta (disponible para descargar).[9]
  - 1965. Se publica Cantos del Peregrino, edición crítica de Elvira Burlando de Meyer, Buenos Aires, EUDEBA, 1965. En las pp. 287-299. se publican los cantos 7, 8 y 9 a partir de un manuscrito fechado en 1944 (disponible para descargar).[10]

- Sus Armonías o Poesías.
  - 1846 o anterior. "José Mármol (poemas poco conocidos escogidos)". En: Juan María Gutiérrez (compilador), América poética. Colección escogida de composiciones en verso, escritas por americanos en el presente siglo. Parte lírica. La primera edición parece ser en Río de Janeiro,[6] la que está disponible es en Valparaíso, Imprenta del Mercurio, 1846, pp. 533-546 (disponible para descargar)[4] Contiene 3 poemas que luego se deduciría[6] que pertenecen al canto 3 de El Peregrino, y otras poesías:

Los Trópicos (fragmentos de un poema manuscrito: "El peregrino"). -Y en medio de las sombras
A Buenos Aires bajo su latitud (fragmento del peregrino). -Son estos los mares que besan su planta!
Las nubes (fragmento del peregrino) -Gloria a vosotros, vaporosos velos,
Los tres instantes.
El 4 de octubre -Bella como la imagen de mis sueños:
El 4 de noviembre. -Sensible cual la blanda mariposa:
El 15 de noviembre. -Para siempre cual humo en el espacio:
A Rosas, el 25 de mayo (fechado en Montevideo, mayo de 1843). -Miradlo, sí, miradlo. No veis en el Oriente
- - Anterior a 1851. Se puede acceder a la "primera versión manuscrita" de Armonías de la que se suprimirían algunos poemas en la edición final.[11]
  - 1851. Armonías (a veces llamado Poesías), primera edición en libro en Montevideo (disponible para descargar).[12] Contiene:

Recogimiento -Hoy no quiero que brillen mis palabras
Amor -Amor, amor la delicada brisa;
Sueños -Venid, venid, ¡oh sueños! a mi abrasa frente,
Los tres instantes
El 4 de octubre -Bella como la imagen de mis sueños;
El 4 de noviembre -Sensible cual la blanda mariposa;
El 17 de noviembre -Para siempre cual humo en el espacio;
Cristóbal Colón -Dos hombres han cambiado la existencia
Ayer y hoy -Via correr las horas mi destino
En un álbum -Cuando a la luz del Argentino Cielo,
Al Sol -Por qué pasas, ¡oh rey de los astros!
Adiós a Montevideo, 24 de agosto de 1843 -Adiós voluptuosa coqueta del Plata
En un álbum, al pie de una pintura que representa la melancolía -La imagen enlutada de la Melancolía,
Canto del poeta -En mi barca de poeta
Ilusión -Todo eres tú: -los Cielos sin colores
En la tumba de un niño montevideano, en 1847 -No miró sino lágrimas y duelo,
A Rosas, el 25 de mayo de 1843 -Miradlo, sí, miradlo! No veis en el Oriente
Desencanto. A Carlos -Al bronco son de súbita tormenta
Ráfaga -Exhala, exhala a tu capricho libre,
El reloj. Río de Janeiro 1844. -Sonó en la vecina iglesia
Una lágrima de amor -Llena el alma de recuerdos,
Canto del peregrino. Río de Janeiro -Por extranjeros mares
En la cartera de viaje de un amigo -Para disipar las letras
A Dios -Señor, no te profana
A ti -Qué te han hecho las flores
Canto del Trovador -Con las sombras de la noche,
A Buenos Aires, declarada la intervención anglo-francesa. Río de Janeiro, 1845 -Otra vez, Patria mía
5 de enero. A Teresa. En el mar -abril de 1846. -"Día eterno a su memoria!
A la condesa de Walewski. Montevideo 31 de julio de 1847 -Ya, Señora, entre vos y los proscritos
En el álbum de la Señora Doña L. H. de C. Montevideo-1846 -Mi amiga, ¿lo recuerdas?
Al Sol de Mayo en 1847. Al poeta argentino D. Juan Cruz Varela -Gracias, ¡Oh Sol del venerando Mayo!
En la lápida del Señor D. Florencio Varela. Asesinado por orden de Manuel Oribe, en la noche del 20 de marzo de 1848 -Muerto a la libertad nació a la historia,
A..... -Rosa fragante del Edén caída,
Melancolía -Llevad en vuestras alas
En el álbum de la Señora Doña M. N. de E. -Si el prisma se extinguió de mi esperanza
Adiós -En unos versos fuera ¿lo recuerdas?
Yo te perdono -Del Peregrino la voluble estrella
La noche -Noche, misterio, soledad del alma,
A Pilar, el día de sus 15 años -Hoy el Sol de tu vida se levanta;
A mis amigos de Colegio. Montevideo, 1849. -Cuán dulce es el recuerdo de los primeros años,
Al 25 de mayo, en 1849 -Bajo el Sol de este día
Rosas. 25 de mayo de 1850 -Rosas! Rosas! un genio sin segundo
Canto de los proscriptos. 25 de mayo de 1850. -Patria! Patria! palabra divina
Pensamientos, a Teresa -página 189.
- - 1854. Poesías o también considerado una segunda edición de Armonías. 2 tomos. Se reeditan todas las Armonías salvo "La noche" que se encuentra en Cantos del Peregrino, y se agregan los 3 poemas que siguen (disponibles para descargar):[13]

I. De Poesías (Buenos Aires, 1854), no incluidos en Armonías (Montevideo, 1851)
[Prólogo]
Al 25 de mayo (en 1841) -Cada generación un día tiene
A Bolivia (en 1846) - Divina inspiración, genio del canto,
Brindis (El 25 de mayo de 1852, Contestando a otro del Dr. Juan María Gutiérrez) - Recojo de tus labios
- 1875. José Domingo Cortés (compilador). Obras poéticas y dramáticas de José Mármol; coleccionadas por José Domingo Cortés. (Disponible para descargar).[14])Contiene las poesías:

Biografía
Poesías
A Dios -Señor, no te profana
Canto de los proscritos -¡Patria! ¡Patria! palabra divina
El reloj -Sonó en la vecina iglesia
Ayer y hoy -Vía correr las horas mi destino
En el álbum de L. H. de C.  -Mi amiga, ¿lo recuerdas?
Cristóbal Colón -Dos hombres han cambiado la existencia
A... -Rosa fragante del Edén caída;
A ti -¿Qué te han hecho las flores
Melancolía -Llevad en vuestras alas
Amor -Amor, amor la delicada brisa;
Adiós a Montevideo -Adiós voluptuosa coqueta del Plata
Yo te perdono -Del peregrino la voluble estrella
Canto del trovador -Con las sombras de la noche,
La noche -Noche, misterio, soledad del alma,
A Rosas - el 25 de mayo de 1843 -¡Miradlo, sí, miradlo! ¿No veis en el oriente
Los tres instantes
El 4 de octubre -Bella como la imagen de mis sueños;
El 4 de noviembre -Sensible cual la blanda mariposa;
El 17 de noviembre -Para siempre cual humo en el espacio;
A Pilar, el día de sus quince años -Hoy el sol de tu vida se levanta;
A Teresa, 5 de enero -¡Día eterno a su memoria!
Ilusión -Todo eres tú: -los cielos sin colores,
A la condesa de Walewski, en 1847 -Ya, Señora, entre vos y los proscritos
A Bolivia, en 1846 -Divina inspiración, genio del canto,
A mis amigos de colegio -¡Cuán dulce es el recuerdo de los primeros años,
Sueños -Venid, venid, ¡oh sueños! a mi abrasada frente;
En un álbum -Cuando a la luz del argentino cielo
A Buenos Aires, declarada la intervención anglo-francesa -Otra vez, patria mía,
Al sol -¡Por qué pasas ¡oh rey de los astros!
Recogimiento -Volad de mi memoria pensamientos
Canto del poeta -En mi barca de poeta
Desencanto. - A Carlos -Al bronco son de súbita tormenta
En un álbum, al pie de una pintura que representa la melancolía -La imagen enlutada de la Melancolía,
En la lápida de Florencio Varela, asesinado en la noche del 20 de marzo de 1848 -Muerto a la libertad nació a la historia
Ráfaga -Exhala, exhala a tu capricho libre,
Al 25 de mayo, en 1849 -Bajo el sol de este día
En la tumba, de un niño montevideano, en 1847 -No miró sino lágrimas y duelo,
Rosas, El 25 de mayo de 1850 -¡Rosas! ¡Rosas! un genio sin segundo
- - 1889. El hijo Juan Mármol hace una recopilación no exhaustiva de su obra en Obras Poéticas de José Mármol. Cantos del peregrino y Poesías diversas. (disponible para descargar),[7] que incluye muchas de sus Armonías, algunas poesías previamente publicadas en periódicos, y algunas inéditas, las poesías:

Poesías diversas
Introducción
Lamentos -Sólo faltaba a la enemiga suerte
La tarde -Una tarde de Enero apacible
Destellos del dolor -Cuando la noche su manto
A Teresa -Alma del alma mía
Al 25 de mayo (en 1841) -Cada generación un día tiene
Adiós -En unos versos, fuera ¿lo recuerdas?
Despedida -Otra vez por mi suerte inhumana
A Rosas (el 25 de mayo de 1843) -¡Miradlo, sí, miradlo! ¿No véis en el oriente
Montevideo (A mi amigo Juan Carlos Gómez) -Era de noche -y la una,
A Buenos Aires (Declarada la intervención anglo-francesa, al Sr. Dr. Don Valentín Alsina) -Otra vez, patria mía,
A Dios -Señor, no te profana
Al sol de mayo de 1847 (Al poeta argentino don Juan Cruz Varela) -Gracias ¡oh Sol de venerando Mayo!
Una tarde en el Dacá -De una ligera barquilla
El suspiro -Detente, suspiro,
En la lápida de Florencio Varela (asesinado por orden de Manuel Oribe en la noche del 20 de marzo de 1848) -Muerto a la libertad, nació a la historia,
El juramento -No bien asoma en el Oriente el día,
A una señorita -Si fuera en otros tiempos, os diría:
Brindis (el 25 de mayo de 1852, contestando a otro del Dr. D. Juan M. Gutiérrez) -Recojo de tus labios
El poeta Mármol al poeta Mitre: El canto de la patria -Ya las nubes del Plata al fin se doran
A la condesa de Walewski, en 1847 -Ya, señora, entre vos y los proscritos
A Bolivia, en 1846 -Divina inspiración, genio del canto
A mis amigos de colegio -Cuán dulce es el recuerdo de los primeros años
Sueños -Venid, venid, ¡oh sueños! a mi abrasada frente;
Desencanto (A Carlos) -Al bronco son de súbita tormenta
En un álbum (Al pie de una pintura que representa la melancolía) -La imagen enlutada de la Melancolía,
Rosas, El 25 de mayo de 1850 -¡Rosas! ¡Rosas! Un genio sin segundo
Adiós a Montevideo -¡Adiós voluptuosa coqueta del Plata
Al Sol -Porque pasas ¡oh rey de los astros!
Recogimiento -Volad de mi memoria pensamientos
Cristóbal Colón -Dos hombres han cambiado la existencia
Los tres instantes
El 4 de octubre -Bella como la imagen de mis ensueños
El 4 de noviembre -Sensible cual la blanca mariposa;
El 17 de noviembre -Para siempre cual humo en el espacio
A... -Rosa fragante del Edén caída
A ella en su jardín -¿Qué te han hecho las flores
Melancolía -Llevad en vuestras alas
El reloj -Sonó en la vecina iglesia
La aroma -Insensible del alba al tierno lloro
- - 1917. Se publica Armonías -Poesías-, "con una introducción de Carlos Muzzio Sáenz-Peña", y en que se agregó la fecha de las composiciones cuando fue encontrada, resultando en la menos incompleta de las Armonías. Editado por "La Cultura Argentina".[5] Contiene:

José Mármol (pequeña biografía a modo de solapa)
Introducción, por Carlos Muzzio Sáenz-Peña
A Rosas, el 25 de mayo de 1843 -¡Miradlo, sí, miradlo! ¿No véis en el oriente
Canto de los proscritos  -¡Patria! ¡Patria! ¡Palabra divina
A mis amigos de colegio -¡Cuán dulce es el recuerdo de los primeros años
Adiós a Montevideo -Adiós voluptuosa coqueta del Plata
Lamentos -Sólo faltaba a la enemiga suerte
A Buenos Aires, declarada la intervención anglo-francesa -Otra vez, patria mía
A Bolivia. En 1846. -Divina inspiración, genio del canto
A la condesa de Walewski. En 1847. -Ya, señora, entre vos y los proscritos
Rosas. El 25 de mayo de 1850. -¡Rosas! ¡Rosas! un genio sin segundo
Al 25 de mayo (en 1841) -Cada generación un día tiene
Al 25 de mayo (en 1849) -Bajo el sol de este día
Al Sol -¡Por qué pasas ¡oh rey de los astros!
El reloj -Sonó en la vecina iglesia
Ráfaga -Exhala, exhala a tu capricho libre,
La tarde -Una tarde de Enero apacible
La noche -Noche, misterio, soledad del alma,
Cristóbal Colón -Dos hombres han cambiado la existencia
Recogimiento -Volad de mi memoria pensamientos
Sueños -Venid, venid ¡oh sueños! a mi abrasada frente;
Melancolía -Llevad en vuestras alas
En un álbum. Al pie de una pintura que representa la Melancolía -La imagen enlutada de la Melancolía,
En la lápida de Florencio Varela. Asesinado en la noche del 20 de marzo de 1848. -Muerto a la libertad nació a la historia
Desencanto. A Carlos. -Al bronco son de súbita tormenta
A Dios -Señor, no te profana
Canto del poeta -En mi barca de poeta
Del poeta Mármol al poeta Mitre. El canto de la patria. -Ya las nubes del Plata al fin se doran
Al sol de mayo. 1847. Al poeta argentino Juan Cruz Varela. -Gracias ¡oh Sol de venerado Mayo!
Montevideo -A mi amigo Juan Carlos Gómez
Ilusión -Todo eres tú: -los cielos sin colores,
Amor -Amor, amor la delicada brisa;
Canto del trovador -Con las sombras de la noche,
Los tres instantes
El 4 de octubre -Bella como la imagen de mis sueños;
El 4 de noviembre -Sensible cual la blanda mariposa;
El 17 de noviembre -Para siempre cual humo en el espacio;
Ayer y hoy -Vía correr las horas mi destino
En el álbum de L. H. de C. -Mi amiga, ¿lo recuerdas?
A... -Rosa fragante del Edén caída;
A ti -¿Qué te han hecho las flores
A Teresa  -Alma del alma mía,
A Teresa (5 de enero) -¡Día eterno a su memoria!
Yo te perdono -Del peregrino la voluble estrella
Destellos del dolor -Cuando la noche su manto,
A Pilar. El día de sus quince años. -Hoy el sol de tu vida se levanta;
El suspiro -Detente, suspiro
Una tarde en el Dacá -De una ligera barquilla
El juramento -No bien asoma en el Oriente el día,
A una señorita -Si fuera en otros tiempos, os diría:
Brindis. El 25 de mayo de 1852. Contestando a otro del Dr. D. Juan M. Gutiérrez -Recojo de tus labios
La aroma -Insensible del alba al tierno lloro
Despedida -Otra vez por mi suerte inhumana
Adiós -En unos versos, fuera ¿lo recuerdas?
- - 1922. Se publica José Mármol, Poesías escogidas. Edición crítica dirigida por Calixto Oyuela, en que hacen hincapié en los numerosos errores tipográficos que arrastraron ediciones anteriores que a veces dejaban un sentido "disparatado" al texto (disponible para descargar).[6] Consta de los Cantos del Peregrino salvados hasta este momento y de una nueva versión de las Armonías:

Advertencia sobre esta edición (sobre las numerosas correcciones de tipeo que arrastraron ediciones anteriores, como nardos por dardos, jarras por auras, etc.)
Estudio preliminar
Cantos del Peregrino (del 1 al 6 y los 11 y 12)
Armonías.
A Rosas. El 25 de mayo de 1843. -¡Miradlo, sí, miradlo! ¿No veis en el Oriente
Canto de los proscritos -¡Patria! ¡Patria! ¡palabra divina
Al 25 de mayo de 1849. -Bajo el sol de este día
En la lápida de Florencio Varela. Asesinado por orden de Manuel Oribe, en la noche del 20 de marzo de 1848. -Muerto a la libertad, nació a la historia,
Rosas. El 25 de mayo de 1850 -¡Rosas! ¡Rosas! un genio sin segundo
A mis amigos de colegio -¡Cuán dulce es el recuerdo de los primeros años,
Ráfaga -Exhala, exhala a tu capricho, libre,
Sueños -Venid, venid ¡oh sueños! a mi abrasada frente;
Desencanto (Fragmento) -Al bronco son de súbita tormenta
Recogimiento -Volad de mi memoria pensamientos
A Dios -Señor, no te profana
A Teresa -Alma del alma mía,
A... -Rosa fragante del Edén caída
Ilusión  -Todo eres tú: los cielos sin colores,
Canto del poeta -En mi barca de poeta
A ti -¡Qué te han hecho las flores,
La aroma -Insensible del alba al tierno lloro
Adiós -En unos versos fuera ¿lo recuerdas?
Índice (lista) de las correcciones hechas en esta edición al texto de las ediciones corrientes (página 265)
Erratas notadas (página 289)
- - 1971. Cinco poesías inéditas de José Mármol (compiladas por Jimena Sáenz). Boletín de la Academia Argentina de Letras, t. 36, núm. 139-140 (enero-junio 1971), pp. 175-196 (disponible para descargar).[15] Contiene:

«Delirio». A Elvira. - Hermana: Amiga: mi adorada Elvira
«Fantasía», -Y abrazados
«Mi Fantasía» (a don Juan María Gutiérrez) - Mujer, ángel, poesía,
«La Juventud». -No miráis,? no miráis? se semeja
«Unos y Otros». -Hay hombres que con la vida
- 1972. José Mármol: Poemas inéditos (compilados por Jimena Sáenz). Boletín de la Academia Argentina de Letras, t. 37, núm. 145-146 (julio-diciembre 1972), pp. 397-425.[16] Contiene:

A la Señorita A. R. -Tiemblan las cuerdas del sonoro piano
A las Señoritas de Rojas, con motivo de la muerte de su amiga D.ª María Rivera. -Dejad amigas que humedezca el llanto
A la Señorita E. J. el día de su cumpleaños -Las perlas todas del lejano Oriente
Al pasar la Retreta por las inmediaciones de mi Prisión -Cese, Cese por Dios, la melodía
Brindis -Así cual se deslizan en le Prado
Suspiros a Sofía -Cual astro, ayer hermosa
Alcira -No cuando asoma engalanado Apolo
Canto de Elvira -¡Oh! Cuan dulce y amena es la vida
A la Señora Da. -Con que ya el seno de la tumba fría
Palabras de una Madre -Cual la esencia suave y fina
- - "Otros poemas" (? "poemas no incluidos en armonías y otros poemas").[13] Incluye:

II. Otros poemas
Lamentos -Sólo faltaba a la enemiga suerte
La tarde - Una tarde de enero apacible,
El suspiro - Detente, suspiro,
La noche en calma - Una noche que serena
El dolor y el amor -  El Dolor dice al Amor:
El alhelí -Mi espíritu formado
Una tarde en el Dacá - De una ligera barquilla
El juramento -No bien asoma en el oriente el día,
Al 18 de julio (Aniversario de la Constitución Oriental) -Inaugura su Ley con respeto,
Adolfo Berro -¡Ay del que ríe del ajeno llanto
A la victoria del ejército de Corrientes -La mano del valiente
Montevideo - Era de noche, y la una;
Al pampero -   Puro, fuerte, fiel y libre
Brindis -   En el más claro día luminoso
A la memoria del joven patriota D. Francisco Muñoz, comandante del tercer batallón de Guardias Nacionales, muerto de dolencia en la línea, al frente del enemigo (Al Sr. D. Melchor Pacheco y Obes) -No preguntéis sus hechos de guerrero
Despedida -Otra vez por mi suerte inhumana
El puñal -Con los tiranos, luego que la misión del sable
[A un niño] - Retoño de árbol frondoso,
A Teresa -Alma del alma mía,
En el álbum de la señora María Nin de Estévez -Si el prisma se extinguió de mi esperanza,
Serenata - Con las sombras de la noche,
Destellos del dolor -Cuando la noche su manto,
Canto del Ejército Libertador - ¡Bendito mil veces el rayo divino
A la victoria de Caseros -¡Salve, campo inmortal, urna que encierra
El poeta Mármol al poeta Mitre (El canto de la patria) - Ya las nubes del Plata al fin se doran
A la Virgen de las Mercedes -Del error en dura cárcel
La aroma -Insensible del alba al tierno lloro
La noche -Noche, misterio, soledad del alma,
- - Sin fecha? Otros poemas (disponible para descargar).[17] Contiene:

A la señorita E. J. el día de su cumpleaños -Las perlas todas del lejano Oriente
Alcira -No cuando asoma
Al pasar la retreta por las inmediaciones de mi prisión -Cese, cese por Dios, la melodía
Brindis -Así cual se deslizan en el prado
A la señorita A. R. -Tiemblan las cuerdas del sonoro piano
Suspiros a Sofía -Cual astro
A las señoritas de Rojas, con motivo de la muerte de su amiga doña María Rivera -Dejad amigas que
Canto de Elvira -Oh! ¡Cuán dulce y amena es la vida
A la Señora Da. -¿Con que ya el seno de la tumba fría
Palabras de una madre -Cual la esencia suave y fina
Delirio -Hermana, amiga, mi adorada Elvira,
Fantasía - Y abrazados
Mi fantasía (a don Juan María Gutiérrez) -Mujer, ángel, poesía
La juventud -¿No miráis? ¿No miráis?
Unos y otros -Hay hombres que con la vida
Tus ojos -Mujer, tus ojos incendian
En el cumpleaños de una señorita - ¡Día de amor fecundo
A las hijas del Plata -Sean bajo la luz de vuestros ojos
Oración a María -Salve, virgen pura
A un alelí blanco -Pobre flor desvalida
A una señorita el día de sus 15 años -Inocente Pilar, mi tierna amiga
En un álbum -¡Quince años! ¿Y tú lloras? etc
En un álbum -Hay mortales, Aurelia,
En el álbum de la señorita C. L. (Un rato de bueno o de malo humor, como se quiera)-No, no quiero escribir en estas hojas,
Teatro (dramas en verso) 2 dramas, representados con mucho éxito primero y luego editados en libro:
- El poeta, "drama en 5 actos y en verso".
  - Una edición sin fecha "con una introducción de A. Giménez Pastor" (disponible para descargar).[18]
  - 1855. Reeditado en "versión corregida" en Poesías. Segunda edición, Tomo 3, libro que contiene los dos dramas (Tomo 3 disponible para descargar).[19]
  - 1875. Se incluye en Obras poéticas y dramáticas de José Mármol por Cortés.[14]
- El cruzado, "drama en cinco actos" (disponible para descargar).[20]
  - 1855. Reeditado junto con "El poeta" en Poesías. Segunda edición, Tomo 3 (Tomo 3 disponible para descargar).[19]
  - 1875. Se incluye en Obras poéticas y dramáticas de José Mármol por Cortés.[14]

Literatura. Textos en prosa
- 1851. Amalia (disponible para descargar).[21] Véase también la lista en Críticas a Amalia.
  - En 1919 se publica una traducción al inglés: Amalia, a romance of the Argentine (disponible para descargar).[22]
- 1851. "El señor Anrumarrieta". En: La Semana, núm. 12 y 13 (julio de 1851), pp. 135-138 y 143-152 (disponible para descargar).[23]

No literaria.
- 1846. José Mármol. Del autor de "El peregrino" a los señores redactores de la "Gaceta Mercantil" de Buenos Aires. Montevideo, Imprenta del "Comercio del Plata", (disponible para descargar).[24]
- 1846. José Mármol. Autobiografía de José Mármol (o Carta a Juan María Gutiérrez. Archivo Gutiérrez, manuscrito, caja 14, carpeta 49, legajo 7, disponible para descargar).[25]
- 1849. Asesinato del Sr. D. Florencio Varela, redactor del "Comercio del Plata" en Montevideo (disponible para descargar).[26]
- 1851. José Mármol. "De la prensa periódica" La Semana (Periódico político y literario, escrito por el Sr. D. José Mármol, y publicado por la Imprenta Uruguayana), núm. 1 (21 de abril de 1851), Montevideo, pp. 1-4  (disponible para descargar).[27]
- 1851. José Mármol. "El Retrato de Manuela Rosas". En: La Semana (Periódico político y literario, escrito por el Sr. D. José Mármol, y publicado por la Imprenta Uruguayana) (Disponible para descargar).[28]
- 1851. José Mármol. Manuela Rosas. Rasgos biográficos Montevideo, Imprenta Uruguayana.[29]
  - 1917, Manuela Rosas. Rasgos biográficos "octava edición con ilustraciones" (disponible para descargar).[30]
- 1851. José Mármol. "Señor D. Juan Manuel de Rosas". La Semana. Periódico político y literario, escrito por el Sr. D. José Mármol, y publicado por la imprenta Uruguayana, núm. 25, (27 de octubre de 1851), pp. 233-240 (disponible para descargar).[31]
- 1851. José Mármol. "Los Unitarios". La Semana. Periódico político y literario, escrito por el Sr. D. José Mármol, y publicado por la Imprenta Uruguayana, núm. 31 (8 de diciembre de 1851), pp. 281-285 (disponible para descargar).[32]
- 1852. José Mármol. "Asociación". La Semana. Periódico político y literario, escrito por el Sr. D. José Mármol, y publicado por la Imprenta Uruguayana, año 2 núm. 35 (5 de enero de 1852), pp. 337-342  (disponible para descargar).[33]
- 1853. José Mármol. "Carta del ciudadano argentino José Mármol: A los señores don Salvador María del Carril, don Mariano Fragueiro y don Facundo Zuviría, delegados del Sr. Director Provisorio de la República Argentina" Montevideo, Imprenta del Nacional, 1853 (disponible para descargar).[34]
- 1854. "Consideraciones políticas".  Buenos Aires, Imprenta Americana, 1854.[35]
- 1854. José Mármol. "Al Público". Diario El Nacional, Buenos Aires, 29 de abril de 1854  (disponible para descargar).[36]
- José Mármol. " Examen crítico de la juventud progresista del Río Janeiro" (ensayo). Ostensor brasileiro: jornal literário e pictorial, Río de Janeiro, Fundaçao Biblioteca Nacional (disponible para descargar).[37]
- José Mármol.  "Tres cartas inéditas acerca del certamen poético de Montevideo en 1841", Boletín de la Academia Argentina de Letras, XXV (1960), pp. 125-131, XXX (1965), pp. 96-113 (disponible para descargar).[38]

Colaboraciones en otras obras.
- Poesías de Estanislao del Campo / precedidas de una introducción escrita por el poeta argentino don José Mármol.[39]

## Críticas literarias a sus obras

### Críticas aAmalia
- Benito Varela Jácome. Introducción a "Amalia" de José Mármol (disponible para descargar).[40]
- Rosalía Cornejo. El discurso racial en "Amalia" de José Mármol (disponible para descargar).[41]
- Beatriz Curia Problemas textuales de "Amalia" de José Mármol (disponible para descargar).[42]
- Beatriz Curia Las enaguas de Doña Marcelina y otras nimiedades. Acerca de la vida cotidiana en "Amalia" de José Mármol (disponible para descargar).[43]
- Beatriz Curia Sobre la organización de "Amalia" de José Mármol. Dos aspectos estructurales  (disponible para descargar).[44]
- Rafael Alberto Arrieta. 1958 José Mármol, poeta y novelista de la proscripción Peuser (disponible para descargar).[45]
- Noemí Ulla, 1978. "El rosismo de la novela "Amalia" de José Mármol". En: Mirta Yáñez, Recopilación de textos sobre la novela romántica latinoamericana, La Habana, Casa de las Américas, 1978, pp. 289-296 (disponible para descargar).[46]
- Claudia Torre. 2004. "Buenos Aires, Cartografía Punzó: "Amalia" de José Mármol". En: Cristina Iglesia (ed.), Letras y divisas. Ensayos sobre literatura y rosismo, Buenos Aires, Santiago Arcos Editor, 2004, pp. 77-85  (disponible para descargar).[47]

### Otras críticas
- Héctor Roberto Baudón. 1918. Echeverría - Mármol (disponible para descargar).[48]
- Beatriz Curia Los dos exilios de José Mármol (disponible para descargar).[49]
- Beatriz Curia La estética literaria de la generación del 37 en una carta inédita de José Mármol (disponible para descargar).[50]
- Beatriz Curia José Mármol y el espacio soñado (disponible para descargar).[51]
- Beatriz Curia Aproximaciones al humor político de José Mármol (disponible para descargar).[52]
- Giannangeli, Liliana. 1972. Contribución a la bibliografía de José Mármol La Plata, Universidad Nacional de la Plata. Facultad de Humanidades y Ciencias de la Educación, 1972  (estudio crítico). Disponible para descargar.[53]
- Teodosio Fernández (director). José Mármol. Presentación (disponible en internet[54] José Mármol. Cronología (disponible para descargar).[55] José Mármol. Apunte Bibliográfico (disponible para descargar).[56] José Mármol. Bibliografía (disponible para descargar).[57] José Mármol. Imágenes (disponible para descargar).[58]
- Marta Spagnuolo. 2006. "Manuela Rosas y lo adverso según Mármol". Boletín de la Academia Argentina de Letras, tomo LXXI, 287-288 (septiembre-diciembre de 2006), pp. 674-708 (disponible para descargar).[59]